# Сегедински срез
Сегедински срез (мађ. Szegedi kistérség) је срез у мађарској жупанији Чонград. Седиште среза је град Сегедин (Szeged).
Котар захвата површину од 753,11 km², има укупно 12 насеља и 203.508 становника.

## Географија
Сегедински срез је део Панонске низије у Мађарској, налази се у жупанији Чонград и дели своју јужну границу са Србијом. Од Будимпеште је удаљен 137 km. Средиште среза, а уједно и седиште жупаније, је град Сегедин.

## Инфраструктура
Кроз срез пролази ауто-пут M5, који повезује Будимпешту, преко Сегедина, са Реском и државном границом, Мађарска — Србија. Најближи већи град у Војводини, Србија, је Суботица.

## Насељена места
Градска насеља су дата задебљано.
- Алђе,
- Деск,
- Доц,
- Домасек (Domaszék),
- Жомбо (Zsombó),
- Кибекхаза (Kübekháza),
- Реске (Röszke),
- Саћмаз (Szatymaz),
- Сегедин (Szeged) - седиште среза,
- Тисасигет (Tiszasziget),
- Ујсентиван (Újszentiván),
- Шандорфалва (Sándorfalva),